# Клюківська сільська рада
| Клюківська сільська рада — орган місцевого самоврядування у Тетіївському районі Київської області з адміністративним центром у с. Клюки. Історична дата утворення: в 1919 році. Сільській раді були підпорядковані населені пункти: - с. Клюки - с. Хмелівка |

## Склад ради
Рада складається з 16 депутатів та голови.

### Керівний склад ради
| ПІБ                        | Основні відомості                                                                       | Дата обрання | Дата звільнення |
| -------------------------- | --------------------------------------------------------------------------------------- | ------------ | --------------- |
| Мазур Володимир Андрійович | Сільський голова, 1969 року народження, освіта, член Конгресу Українських Націоналістів | 26.03.2006   | 31.10.2010      |
| Мазур Володимир Андрійович | Сільський голова, 1969 року народження, освіта вища, член Народного Руху України        | 31.10.2010   |                 |

Примітка: таблиця складена за даними джерела